# Амброзианская Илиада

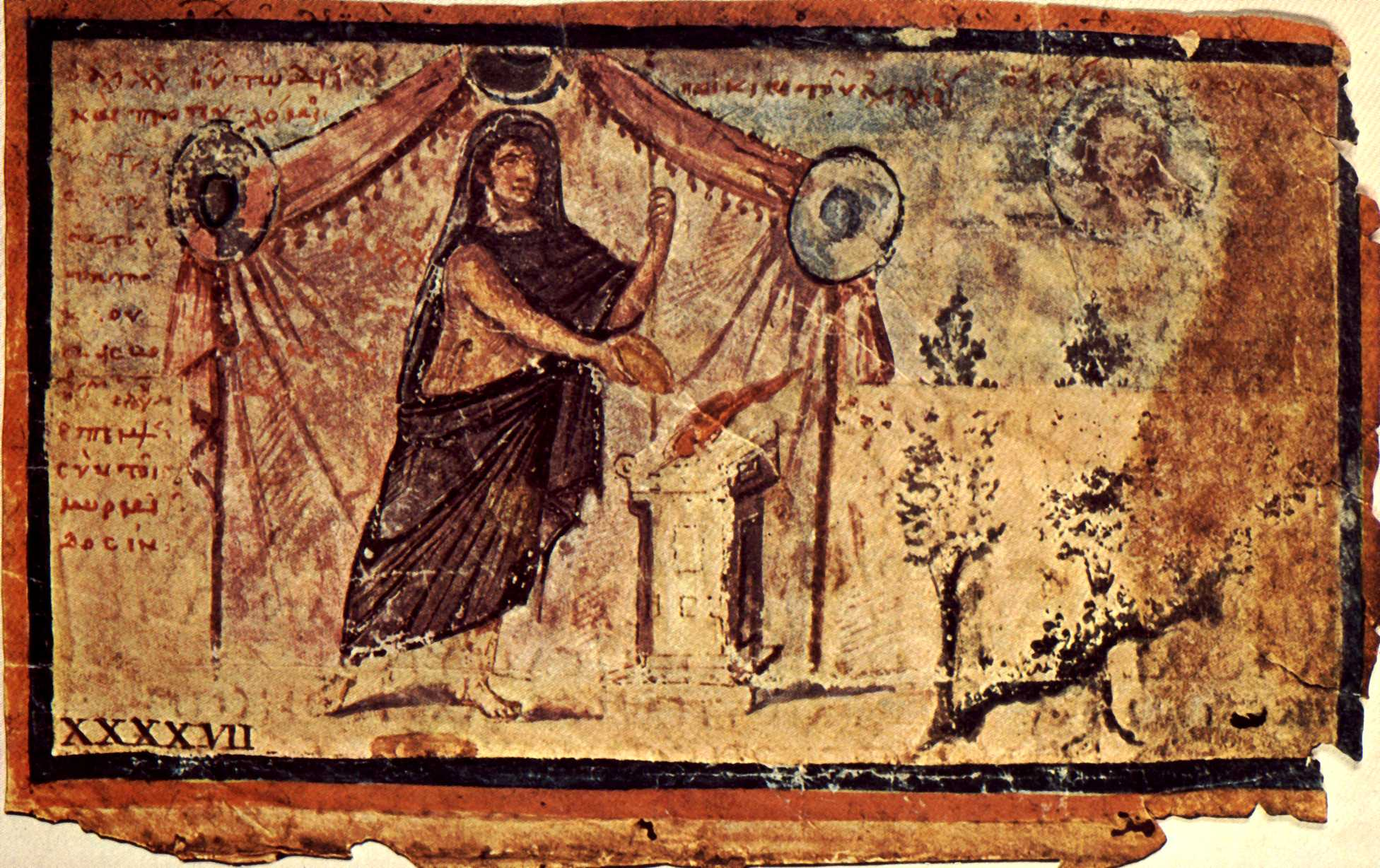
Ахиллес приносит жертву Зевсу, фолио XXXXVII

«Амброзианская Илиада» или «Илиас Пикта» (Милан, Амброзианская библиотека, Cod. F. 205 Inf.) — иллюминированная рукопись V века на пергаменте, которая изображает всю Илиаду Гомера, включая батальные сцены и благородные сцены. Амброзианская Илиада считается уникальной, поскольку является единственным набором древних иллюстраций, на которых изображены сцены из Илиады, и рассматривается как пример перехода от греческой устной традиции к письменному слову. Амброзианская Илиада состоит из 52 миниатюр, которые, по оценкам, были вырезаны из их оригинальной рукописи до XIII века, каждая из которых имеет цифровую маркировку. Сравнение текстов на странице с другими рукописями поздней античности (Vatican Vergil, Vienna Genesis) заставило некоторых предположить, что эти миниатюры изначально были частью большой рукописи. Эта рукопись отличается от других иллюстрированных рукописей отсутствием позолоты. Вместо этого автор (авторы) выбрал жёлтую охру, чтобы представлять золото в отдельных изображениях, то есть золотые кирасы благородных фигур и ореол Зевса (фолио XXXIV).

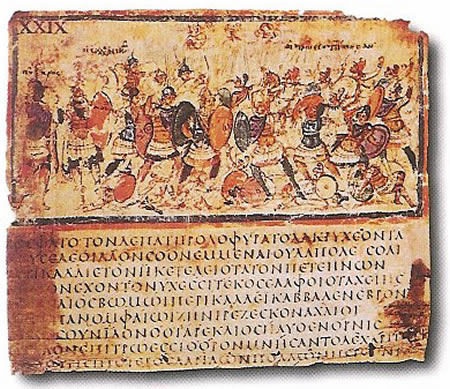
Пример греческого унциального текста, фолио XXIX

Происхождение Амброзианской Илиады широко обсуждается, некоторые полагают, что она была изготовлена в Александрии, учитывая уплощённые и угловатые эллинистические фигуры, что считается типичным для александрийского искусства в период поздней античности. Другие считают, что она была произведена в Константинополе, в частности с 493 по 508 гг. н.э., когда были добавлены надписи, идентифицирующие предметы. Этот временной интервал был разработан Рануччо Бьянки Бандинелли и основан на изобилии зелёного цвета на снимках, которые оказались цветом фракции во власти в то время.  Рануччо Бандинелли также заявил, что «Амброзианская Илиада» была бы дорогостоящей книгой для строго богатых покровителей, однако, как полагают, отсутствие металлов, использованных в рукописи, доказывает обратное.

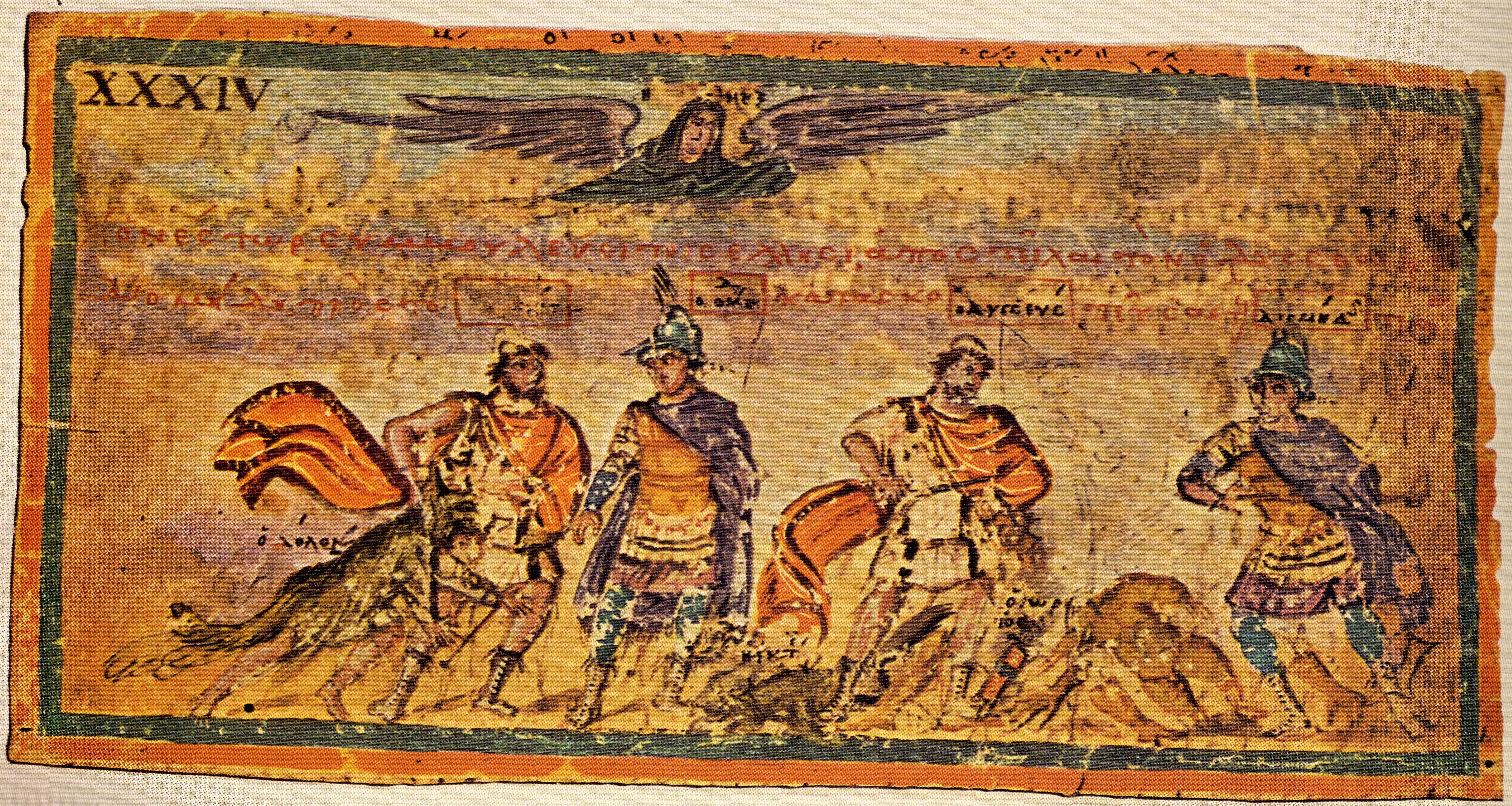
Поимка Долона, фолио XXXIV

Основываясь на палеографическом изучении греческого унциального письма рукописи, создание Амброзианской Илиады датируется 1 пол. V века (нашей эры), и, возможно, над ней работали несколько художников. Каждое изображение было помечено кардиналом Анджело Май в его попытке вести учёт при изучении различных страниц в 1813 году, а в 1819 году он воссоздал изображения как гравюры. Кардинал Май нанёс дополнительный урон при применении жестких химикатов к рукописи, чтобы прочитать её, из-за чего рисунки просочились сквозь страницы Со временем краска испортилась, показав, что автор (авторы) сначала нарисовал фигуры обнажёнными, а затем нарисовал одежду, как на греческой вазе.

Сегодня Амброзианская Илиада хранится в Амброзианской библиотеке в Милане, которая также является тёзкой рукописи. Она была приобретена в библиотеке генуэзского коллекционера Джана Винченцо Пинелли и добавлена кардиналом Федерико Борромео в Амброзианскую библиотеку 14 июня 1608 года. Изображения рукописи можно посмотреть в иконографической базе данных Института Варбурга.